# Anthrenoides guttulatus
Anthrenoides guttulatus är en biart som beskrevs av Urban 2005. Anthrenoides guttulatus ingår i släktet Anthrenoides och familjen grävbin. Inga underarter finns listade i Catalogue of Life.